# Mikrokredyt
Mikrokredyt – niskokwotowy kredyt, który jest przeznaczony dla ludzi biednych, głównie bezrobotnych, najczęściej bez zdolności kredytowej w tradycyjnych bankach. Jest narzędziem mikrofinansowania.

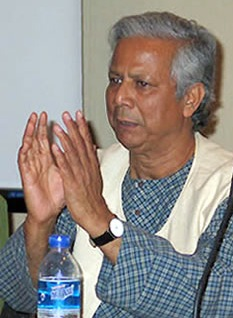
Muhammad Yunus, laureat pokojowej nagrody Nobla za działania na rzecz walki z biedą

Współcześnie idea mikrokredytu zyskała na popularności dzięki działalności Muhammada Yunusa, założyciela Grameen Bank, bangladeskiego banku specjalizującego się w udzielaniu mikrokredytów. Za swoją działalność Yunus został uhonorowany Pokojową Nagrodą Nobla w 2006 roku.
Mikrokredyt odgrywa ogromną rolę w uzyskiwaniu wolności ekonomicznej ubogich (przede wszystkim kobiet) w krajach rozwijających się i jest często jedyną możliwością wyrwania się z biedy. Kredytobiorcy często nie są w stanie zapewnić zastawu, nie mają stałego zatrudnienia ani możliwej do weryfikacji historii kredytowej. Z tych powodów nie kwalifikują się oni do zaciągnięcia kredytu w zwykłych bankach komercyjnych.
Obecnie na świecie działa 55 instytucji zajmujących się udzielaniem mikrokredytów według zasad Grameen Bank. Do tej pory objęły one swoim zasięgiem 24 kraje o łącznej populacji 34 mln ludzi. Z pożyczek skorzystało dotychczas 6,8 mln osób. Oprócz pożyczek instytucje te promują wprowadzanie zdobyczy technicznych do obszarów wiejskich, w tym telefonów. Działalności tej patronuje Grameen Foundation.
Działalność instytucji mikrokredytujących skupia się w Azji Południowej (Pakistan, Indie, Bangladesz), Azji Wschodniej i Południowo-Wschodniej (Chiny, Indonezja, Filipiny, Timor Wschodni), w Ameryce Łacińskiej i na Karaibach (Meksyk, Salwador, Honduras, Haiti, Dominikana oraz z krajów Ameryki Południowej – Boliwia), w krajach arabskich (Egipt, Liban, Maroko, Arabia Saudyjska, Tunezja, Jemen), w Afryce Subsaharyjskiej (Ghana, Nigeria, Kamerun, Etiopia, Uganda, Rwanda) oraz w Ameryce Północnej (USA).
W Polsce nie działa dotychczas żadna instytucja mikrokredytowa, działająca zgodnie z definicją Grameen Bank. Natomiast biorąc pod uwagę rozszerzoną definicję mikrokredytu, Spółdzielcze Kasy Oszczędnościowo-Kredytowe (tzw. SKOK-i) należą do Word Council of Credit Unions (Światowej Rady Unii Kredytowych), a więc niejako udzielają mikrokredytów.

## Perspektywy dalszego rozwoju
Sukces przedsięwzięcia Muhammada Yunusa znajduje naśladowców na całym świecie. W lipcu 2008 miał miejsce ostatni Globalny Szczyt poświęcony Mikrokredytom. W konferencji uczestniczyło ponad 3600 instytucji, które w skali globalnej udzieliły mikrokredytów 133 mln osób fizycznych. W roku 2007 92,4% kredytów zostało udzielone osobom najuboższym, 85% spośród nich stanowią kobiety.
Na podstawie danych opublikowanych przez State of the Microcredit Summit Campaign Report 2012:
- liczba MFI (instytucji mikrokredytowych) (1997-2010): 3652
- liczba MFI raportujących w roku 2011: 609
- % najbiedniejszych klientów 873 MFI raportujących w roku 2011: 56,5
- klienci MFI łącznie (na dzień 31.12.2010): 205,314,502
- najbiedniejsi klienci MFI łącznie (na dzień 31.12.2010): 137,547,441
- najbiedniejsze kobiety – klienci MFI łącznie (na dzień 31.12.2010): 113,138,652
- najbiedniejsza populacja – członkowie rodzin objętych finansowaniem MFI (na dzień 31.12.2006): 464 612 870

Wiele instytucji mikrofinansowych, które zaczynały działalność jako non-profit, przechodzi na działalność for-profit. Powstają w tym sektorze nowe instytucje finansowe stanowiące zaplecze dla działania instytucji mikrofinansowych oraz rozszerzające ofertę dla osób fizycznych. Udział w tej grze rynkowej biorą już duże instytucje finansowe świata (np. Citigroup, Credit Suisse, Deutsche Bank, Morgan Stanley, Barclays, BNP Paribas), które otwierają linie kredytowe dla banków zajmujących się mikrofinansami, obejmują w nich akcje lub tworzą dedykowane fundusze hedgingowe, sekurytyzacyjne etc.
Udział dużych tradycyjnych banków o dużych możliwościach kapitałowych znacznie rozszerza zasięg i możliwości działalności mikrokredytowej, może jednak budzić wątpliwości na ile działalność ta – prowadzona zdecydowanie for-profit – uszanuje filozofię stworzoną ponad 30 lat temu przez Muhammada Yunusa, którego pierwsze pożyczki to było 27 USD wypłaconych z własnej kieszeni kobietom ze wsi.
Według szacunków Deutsche Bank, łączna kwota udzielonych mikrokredytów finansowania [według rozszerzonej definicji instytucji i działalności] w roku 2007 przekroczyła 25 mld USD, zaś potrzeby na całym świecie szacuje się na dodatkowe 250 mld USD. Według szacunków ING, w roku 2007 17 wiodących globalnych banków łącznie udzieliło finansowania na rzecz instytucji mikrofinansowych w wysokości przekraczającej 1,4 mld USD. Deutsche Bank szacuje też, że w roku 2015 prywatni inwestorzy zainwestują w instytucje mikrokredytowe 20 mld USD, tj. dziesięciokrotnie więcej niż w roku 2006.
W nowych warunkach rynkowych została powołana organizacja Microfinance Transparency w celu dyscyplinowania instytucji działających na rynku mikrokredytów, aby chęć zysku nie przysłoniła filozofii działania wywodzącej się z Grameen Bank. Nowa organizacja będzie m.in. publikować warunki finansowe oferowanych mikrokredytów.
Warto zasygnalizować w tym miejscu Milenijne Cele Rozwoju wskazane przez ONZ (Millennium Development Goals) do roku 2015:
- 175 mln najbiedniejszych rodzin świata, zwłaszcza kobiety w takich rodzinach, otrzyma kredyt na samozatrudnienie oraz inne usługi finansowe i biznesowe.
- 100 mln rodzin będzie stać na wydatek ponad 1 USD na dzienne utrzymanie każdego członka rodziny (kwota adiustowana do siły nabywczej lokalnej waluty)

Globalny Szczyt Mikrokredytów przyjął za swój cel przywództwo nad tym programem oraz wsparcie instytucji działających na tym rynku. Na podstawie danych opublikowanych przez State of the Microcredit Summit Campaign Report 2007, największymi instytucjami udzielającymi mikrokredyty pozostają:
- Grameen Bank (Bangladesz) – 7410 tys. klientów,
- BRAC (Bangladesz) – 4550 tys. klientów,
- Association for Social Advancement (ASA) (Bangladesz) – 5430 tys. klientów,
- BRI (Indonezja) – 3445 tys. klientów,
- Swayam Krishi Sangam Foundation (SKS) (Indie) – 1870 tys. klientów,
- Share Microfin Limited (Indie) – 990 tys. klientów,
- Spandana Sphoorty Financial limited (Indie) – 823 tys. klientów,
- SKDRDP (Indie) – 550 tys. klientów,
- Rangpur Dinajpur Rural Service (RDRS) (Bangladesz) – 307 tys. klientów,
- KASHF Foundation (Pakistan) – 295 tys. klientów,
- CARD MRI (Filipiny) – 247 tys. klientów,
- CASHPOR Micro Credit (Indie) – 174 tys. klientów,
- Jamii Bora (Kenia) – 170 tys. klientów,
- TSPI Development Corporation (Filipiny) – 135 tys. klientów,
- Ujjivan Financial Services (Indie) – 120 tys. klientów,
- Equitas Microfinance India Pvt Ltd (Indie) – 70 tys. klientów,
- Negros Women for Tomorrow Foundation (Filipiny) – 66,5 tys. klientów,
- Shri Mahila Sewa Sahakari Bank, Ltd. (Indie) – 64 tys. klientów,
- Alalay sa Kaunlaran, Inc. (ASKI) (Filipiny) – 40 tys. klientów,
- Annesha Foundation (Bangladesz) – 25 tys. klientów,
- Dian Mandiri Foundation (DIMAN) (Indonezja) – 25 tys. klientów,
- South Pacific Business Development Foundation (Samoa) – 18 tys. klientów.

Łącznie szacuje się, że instytucje mikrokredytowe obsługują 26 814 500 klientów, co odpowiada zaledwie 20% kredytów udzielanych najuboższym.

## Zabezpieczenie mikrokredytu
Mikrokredyt ma formalnie bardzo słabe zabezpieczenie, gdyż nie jest wymagany zastaw ani stałe zatrudnienie. Mała wiarygodność kredytowa kredytobiorców stanowi specyfikę mikrokredytu. Mimo to odsetek niespłaconych kredytów szacuje się jedynie na 5%.
Istnieje kilka sposobów na zapewnienie spłaty mikrokokredytu. W kenijskiej kasie pożyczkowej Jamii Bora, aby otrzymać mikrokredyt, należy udowodnić, że się na niego zasługuje, poprzez zaoszczędzanie przynajmniej 50 szylingów (2 zł) tygodniowo. Dopiero gdy uzbiera się tysiąc szylingów, można wystąpić o pożyczkę. Ponadto pożyczkobiorcy są sprawdzani – żyją oni zazwyczaj w zamkniętych społecznościach, w których wszyscy dobrze się znają, dzięki czemu łatwo sprawdzić, czy potencjalny kredytobiorca nie wydaje zbyt dużo pieniędzy, np. na alkohol. Działa także presja grupy, gdyż aby otrzymać kredyt w Jamii Bora, pięć osób musi zagwarantować jego spłatę.

## Zyskowność
Mikrokredyt udzielany jest często na gorszych warunkach (dla kredytobiorców) niż w przypadku normalnych kredytów – niewielkie wymagania i ryzyko są równoważone wysokim procentem i krótkim czasem spłaty. Wielu pożyczkodawców odkryło, że na tej formie operacji finansowych można wiele zarobić. Według danych The Economist istnieje już około 10 000 instytucji udzielających mikropożyczek na średnią kwotę 300 dolarów ponad 40 milionom klientów na całym świecie. Najważniejsze z nich to Grameen Bank, FINCA i Acción International.

## Mikrokredyt a kobiety
Z mikrokredytu korzystają przede wszystkim kobiety. Ocenia się, że w muzułmańskim Bangladeszu stanowią one aż 97% wszystkich kredytobiorców. Jedną z przyczyn tego stanu rzeczy jest fakt, że kobiety częściej spłacają zaciągnięte kredyty niż mężczyźni. Korzyści wynikające z mikrokredytów są bezpośrednie oraz pośrednie. Przede wszystkim mikrokredyt daje kobietom możliwość wejścia na rynek pracy. W tradycyjnym społeczeństwie muzułmańskim kobieta podlega mężczyźnie, który jest głową domu i to jemu przypada rola utrzymywania rodziny. Dzięki mikrokredytowi kobieta ma szansę się usamodzielnić, gdyż sama zaczyna zarabiać na swoje utrzymanie. Możliwe staje się rozpoczęcie własnego biznesu – sprzedawanie gazet na chodniku, czyszczenie butów, założenie zakładu fryzjerskiego lub prowadzenie własnego sklepu wielobranżowego. Dzięki takiej aktywności zawodowej kobiety są w stanie utrzymać się i wynająć pokój w slumsach.
Dlatego też w niektórych krajach afrykańskich niechęć władz do mikrokredytu bierze się z obawy przed możliwą emancypacją kobiet. Dodatkowe dochody dają szansę na kształcenie dzieci – często zdarza się, że rodzina nie inwestuje w edukację dziewczynek i dlatego wiele zawodów jest dla nich zamkniętych. Środki finansowe pozyskane dzięki mikrokredytom pozwalają na pracę zarobkową kobiet, a to z kolei umożliwia finansowanie edukacji ich dzieci. Mikrokredyty dają więc wiele korzyści pośrednich.

## Mikrokredyt w oczach kredytobiorców
Osoby korzystające z usług instytucji udzielających mikrokredyty z reguły pozytywnie oceniają ich wpływ. Susan Sayori, klientka Jamii Bora, kenijskiej kasy pożyczkowej, mówi:
Mikrokredyt pomaga, nie upokarzając. Dzięki Jamii Bora przestałam myśleć jak żebrak. Nikt nie może wydobyć ubogiego z nędzy. Tylko on sam może to zrobić.
Można jednak spotkać także liczne słowa krytyki wobec tej formy udzielania kredytu. Według badań wykonanych przez grupę CARE w 2004 r. w południowo-wschodnim Bangladeszu, mikrokredyt zaciąga się niejednokrotnie jedynie po to, aby spłacić wcześniejsze zadłużenie albo kupić dobra konsumpcyjne, a nie w celu rozpoczęcia własnej działalności zarobkowej.